# Phố Ràng
Phố Ràng là thị trấn huyện lỵ của huyện Bảo Yên, tỉnh Lào Cai, Việt Nam.

## Địa lý
Thị trấn Phố Ràng có vị trí địa lý:
- Phía bắc và đông bắc giáp xã Tân Dương
- Phía nam giáp xã Phúc Khánh
- Phía đông nam giáp xã Xuân Thượng
- Phía tây bắc giáp xã Thượng Hà và xã Yên Sơn
- Phía tây nam giáp xã Lương Sơn.

Thị trấn Phố Ràng nằm tại nơi giao nhau của quốc lộ 70 và quốc lộ 279. Sông Chảy chảy qua địa bàn thị trấn. Theo số liệu thống kê năm 2015, thị trấn Phố Ràng có diện tích 1.360 ha, trong đó đất sản xuất nông lâm nghiệp 851,93 ha (đất nông nghiệp 276,8 ha, đất lâm nghiệp 546,93 ha).
Đến thời điểm ngày 30/12/2015 là 8.695 người thuộc 2.524 hộ gia đình. Thị trấn Phố Ràng có 11 dân tộc sinh sống là Kinh: 2.005 hộ, Tày: 429 hộ, Dao: 21 hộ, Mông: 7 hộ, Nùng: 24 hộ, Phù lá: 3 hộ, Giáy: 14 hộ, Thái: 6 hộ, Mường: 11 hộ, Hoa: 3 hộ, Sán Chay: 1 hộ.

## Hành chính
Thị trấn Phố Ràng được chia thành 15 tổ dân phố: 1, 2A, 2B, 3A, 3B, 4A, 4B, 5A, 5B, 6A, 6B, 7, 8, 9A, 9B.

## Lịch sử
Thị trấn có lịch sử lâu đời, có dấu tích của Đô thống sứ trấn Tuyên Quang triều Lê, khoảng năm 1516-1522, địa bàn thị trấn là căn cứ của hai anh em Vũ Văn Uyên và Vũ Văn Mật.
Ngày 11 tháng 1 năm 1986, theo quyết định số 03/HĐBT, thị trấn Phố Ràng được thành lập trên cơ sở tách 1.092 ha diện tích tự nhiên của xã Phố Ràng (sau đổi tên là xã Yên Sơn) và 783 ha diện tích tự nhiên của xã Xuân Thượng.

## Di tích
- Đền Phúc Khánh (Thành cổ Nghị Lang)
- Đài ghi công Phố Ràng, kỉ niệm các liệt sĩ trong trận Phố Ràng vào ngày 24 tháng 6 năm 1949.[5]